# 上川支庁

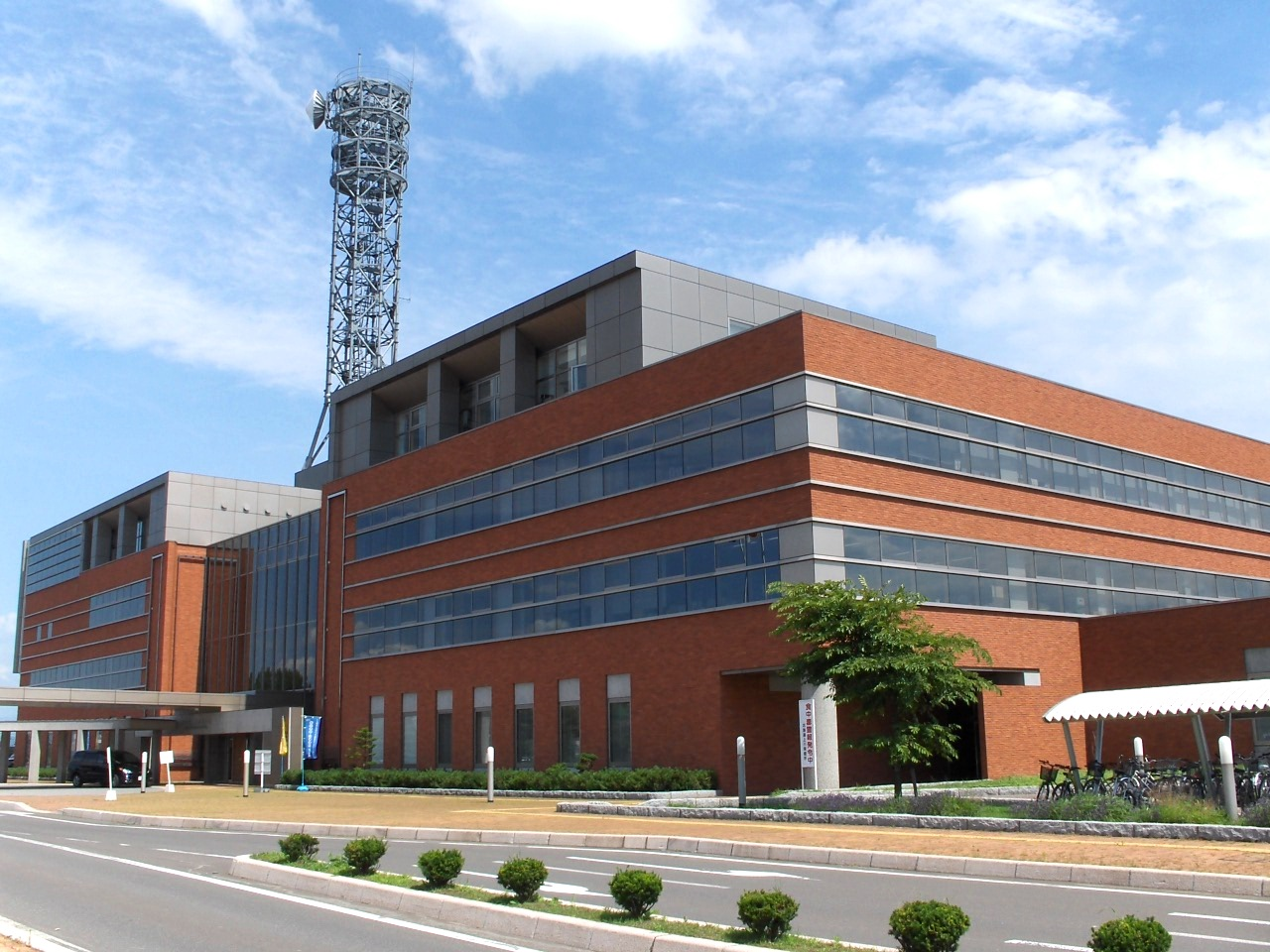
上川合同庁舎

上川支庁（かみかわしちょう）は、かつて北海道に存在した支庁のひとつ。支庁名は石狩国上川郡に由来する。4市・17町・2村を所管しており、隣接する旧留萌支庁・旧宗谷支庁との結びつきが強かった。支庁所在地は旭川市。2010年（平成22年）4月1日、上川総合振興局に改組。

## 歴史
- 「上川」という名は、アイヌ語の「ペニ・ウングル・コタン」（川上の人々の集落）を意訳したものである。1869年（明治2年）、開拓使の判官松浦武四郎によって名付けられた。

- 1897年（明治30年） - 石狩国上川郡に上川支庁設置
- 1899年（明治32年） - 空知郡東部の富良野村（現在の上富良野町・中富良野町・富良野市・南富良野町）を空知支庁（後の空知総合振興局）より移管。同年、天塩国上川郡を増毛支庁（後の留萌振興局）より編入し、剣淵村他3ヶ村（士別、多寄、上名寄）戸長役場を設置する
- 1901年（明治34年） - 下名寄村を含む中川郡、増毛支庁から上川支庁に移管、剣淵外3村戸長役場所属となる。
- 1906年（明治39年） - 室蘭支庁（後の胆振総合振興局）より勇払郡占冠村を編入
- 1948年（昭和23年）10月20日 - 地方自治法の施行に基づき支庁は都道府県が条例で任意に設置する総合出先機関となり、北海道支庁設置条例（昭和23年9月27日条例第44号）が施行される（条例で石狩国上川郡、空知郡上富良野町、中富良野町、南富良野町、勇払郡占冠村、天塩国上川郡、天塩国中川郡を所轄区域、支庁の位置を旭川市と定める）[1]。
- 1999年（平成11年） - 上川支庁を含めた北海道の6つの機関が、北海道旭川市永山に位置する上川合同庁舎に移転する。
- 2005年（平成17年）9月1日 - 士別市と朝日町が新設合併し、新市制による士別市が発足。
- 2006年（平成18年）3月27日 - 名寄市と風連町が新設合併し、新市制による名寄市が発足。
- 2008年（平成20年）6月28日 - 北海道議会において､留萌支庁を上川支庁に編入する等､14支庁を9地域に再編し、名称を支庁から地域振興局に改める旨の条例案が可決された｡
- 2009年（平成21年）3月31日 - 他の総合振興局への編入対象となった支庁の反発を受け、北海道議会で条例の改正案が可決。これに伴い、振興局は総合振興局と同等の扱い（地方自治法上の支庁）へ改められるとともに、広域で所管することが望ましい業務に関しては隣接する総合振興局の所掌事務とすることが出来るとされた。
- 2010年（平成22年）4月1日 - 上川支庁が廃止され、上川総合振興局が発足。同時に、旧空知支庁に属した幌加内町を編入。

## 地理

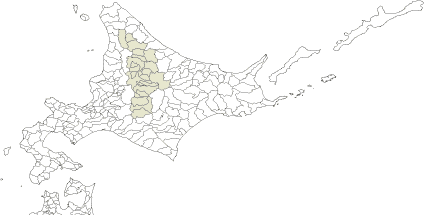
道内における上川支庁の位置

北海道のほぼ中央、東西を山地に挟まれた盆地帯にあり、南北に細長くなっている。内陸のため、冬は非常に寒く、夏は比較的高温になる。

### 地形

#### 山岳
- 旧上川支庁管内は西を天塩山地・夕張山地、東を北見山地・石狩山地などに挟まれた盆地帯にある。
- 特に石狩山地中の大雪山や十勝岳は 2000 m を超え、北海道の最高地点も東川町内にある大雪山系旭岳の山頂（標高 2290 m）である。
- 旧支庁管内も山地帯で隔てられており、中でも北緯44度付近の塩狩峠は北部と南部を二分している。

#### 河川
- 旧上川支庁管内には複数の分水嶺があり、郡の境界がほぼそれに沿っている。旧支庁管内中部の旭川市や石狩国上川郡の各町は石狩川の流域に当たり、その源流は上川町の石狩岳に求められる。また、かつて旧空知支庁の一部であった南部の富良野市や空知郡の各町は石狩川支流の空知川流域になり、石狩川本流とは緩やかな丘陵地帯で隔てられている。空知川は西隣の旧空知支庁管内の砂川市で石狩川に合流する。塩狩峠以南の以上の区域が石狩国にあたる。
- 空知川流域とは金山峠を隔てた旧支庁管内最南端の占冠村は太平洋に注ぐ鵡川流域になり、水源は同村内のトマム岳にある。また、南に隣接する旧日高支庁管内との間には日高峠で境界をなしている。同村は胆振国勇払郡であり、かつては室蘭支庁（現在の胆振総合振興局）の一部であった。
- 石狩川流域の北側には山岳地帯があり、塩狩峠などの北側は天塩川（川の水源は士別市の天塩岳）の流域になる。ここには士別市、名寄市、中川郡、天塩国上川郡が含まれる。この分水嶺の北側が天塩国になっており、かつては増毛支庁（現在の留萌振興局）の一部であった。

#### 盆地と谷

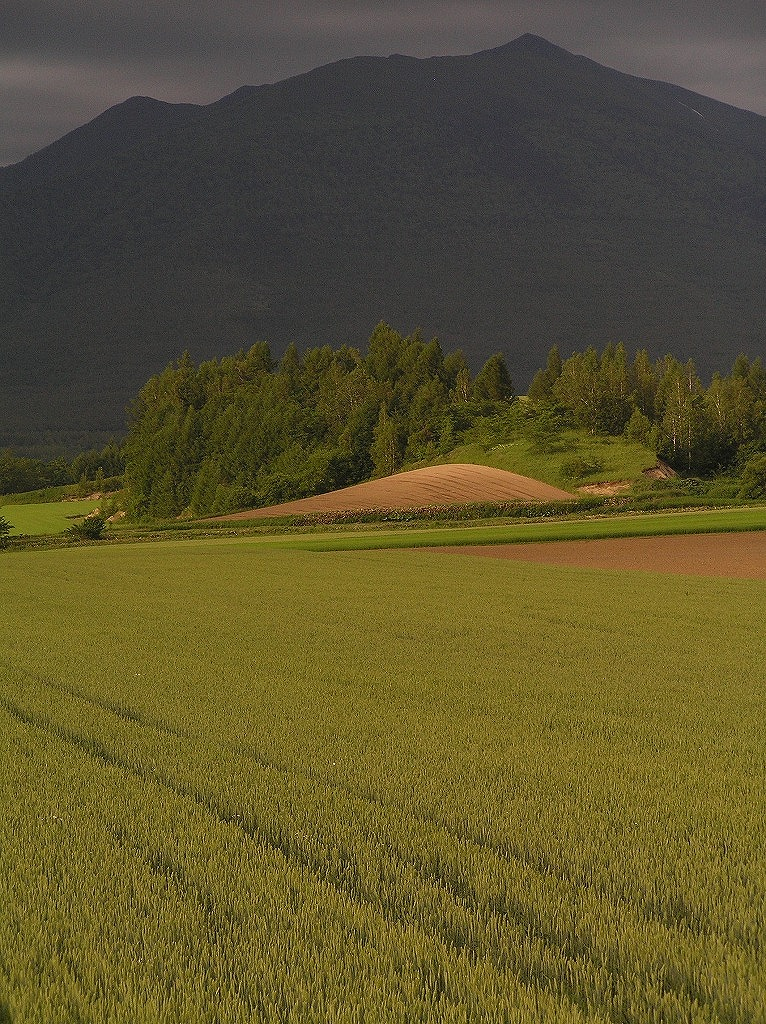
夏の富良野盆地

- 旧支庁管内は河川に沿って盆地が開けている。石狩川流域には上川盆地、空知川流域には富良野盆地があり、それぞれ谷によって石狩平野と分けられている。また、天塩川流域には名寄盆地がある。各平野にはそれぞれ中心都市があり、現在でも経済活動が盛んに行われている。
- この他、各河川の支流が周囲の山岳地帯から流れ出ているため、その谷間で開拓が進められた。豊かな資源を生かした林業や鉱山開発が行われたが、現在ではその多くが衰退し、急速な過疎化と廃村化が進んでいる。

### 気象
- 北海道の中北部にあり、周囲を山に囲まれた地域のため、日本海側気候で併せて内陸性気候となっている。気候は北海道のイメージに反し穏やかで、気象注意報・警報が出ることが少ない。冬も吹雪の日は少ない。
- 地震がほとんど発生しない地域である。

#### 気温
- 冬の寒さが極めて厳しい。旭川市の旭川地方気象台（当時の上川二等測候所）は1902年1月25日に- 41.0 ℃ を観測し、これが現在でも日本国内で記録された公式の最低気温記録となっている。旭川市では、1996 - 2005年の平均で冬日が年155.5日、真冬日が年80.6日である。占冠村は更に寒く、同期間の冬日は年185.6日に達し、- 35.8 ℃ を2001年1月14日に記録している。この低温は生活上の障害となっているが、観光産業の基盤でもある。
- 一方、夏は比較的高温になり、旭川市では7月と8月の最高気温が1971 - 2000年の平年値で26度を超える。1996 - 2005年の平均では夏日が年58.1日で、道内の地方気象台設置都市で最多である。この高温が、上川盆地での大規模な稲作を可能にしている。

#### 降水
- 降水量は日本国内では少なく、旭川市での平年値は 1074.2 mm となっている。1996 - 2005年の平均でも 1077.7 mm で、そのうち4年は降水量が 1000 mm を下回った。梅雨の影響を受けないため、平年値では6月の降水量が5月を下回る 63.8 mm にとどまる。台風の影響は希に受けるが、同支庁を通過する際には勢力が衰え、移動速度が非常に速くなっているため、降水量はさほど増えない。旭川市で最後に1日の降水量が 100 mm を超えた日は1990年までさかのぼる。なお、占冠村での年降水量は旭川より多く、1996 - 2005年の平均で 1367.3 mm になる。
- 気温が低いため雪が溶けず、積雪量は多くなる。旭川市での平年値では、年間降雪量の合計が 756 cm 、積雪最大値は 96 cm となっている。また初雪は10月23日、最後の降雪は4月30日で、半年近くにわたり雪が降る。

### 都市雇用圏（10% 通勤圏）の変遷
以下は、旧・上川支庁（現・上川総合振興局）管内における都市雇用圏（10% 通勤圏、中心都市の DID 人口が1万人以上）の変遷である。一般的な都市圏の定義については都市圏を参照のこと。なお、この表の和寒町から下の部分が、つねに道北とされる塩狩峠以北の市町村である。また、幌加内町は振興局への改組以前は空知支庁に属していた。
- 10% 通勤圏に入っていない自治体は、各統計年の欄で灰色かつ「-」で示す。

| 自治体 ('80) | 1980年                  | 1990年                  | 1995年                  | 2000年                  | 2005年                  | 2010年                  | 自治体 （現在） |
| ------------ | ----------------------- | ----------------------- | ----------------------- | ----------------------- | ----------------------- | ----------------------- | --------------- |
| 幌加内町     | -                       | -                       | -                       | -                       | -                       | -                       | 幌加内町        |
| 旭川市       | 旭川 都市圏 39万4532人  | 旭川 都市圏 39万6749人  | 旭川 都市圏 39万9047人  | 旭川 都市圏 39万8600人  | 旭川 都市圏 39万4712人  | 旭川 都市圏 38万6048人  | 旭川市          |
| 鷹栖町       | 旭川 都市圏 39万4532人  | 旭川 都市圏 39万6749人  | 旭川 都市圏 39万9047人  | 旭川 都市圏 39万8600人  | 旭川 都市圏 39万4712人  | 旭川 都市圏 38万6048人  | 鷹栖町          |
| 東神楽町     | 旭川 都市圏 39万4532人  | 旭川 都市圏 39万6749人  | 旭川 都市圏 39万9047人  | 旭川 都市圏 39万8600人  | 旭川 都市圏 39万4712人  | 旭川 都市圏 38万6048人  | 東神楽町        |
| 当麻町       | 旭川 都市圏 39万4532人  | 旭川 都市圏 39万6749人  | 旭川 都市圏 39万9047人  | 旭川 都市圏 39万8600人  | 旭川 都市圏 39万4712人  | 旭川 都市圏 38万6048人  | 当麻町          |
| 比布町       | 旭川 都市圏 39万4532人  | 旭川 都市圏 39万6749人  | 旭川 都市圏 39万9047人  | 旭川 都市圏 39万8600人  | 旭川 都市圏 39万4712人  | 旭川 都市圏 38万6048人  | 比布町          |
| 愛別町       | 旭川 都市圏 39万4532人  | 旭川 都市圏 39万6749人  | 旭川 都市圏 39万9047人  | 旭川 都市圏 39万8600人  | 旭川 都市圏 39万4712人  | 旭川 都市圏 38万6048人  | 愛別町          |
| 東川町       | 旭川 都市圏 39万4532人  | 旭川 都市圏 39万6749人  | 旭川 都市圏 39万9047人  | 旭川 都市圏 39万8600人  | 旭川 都市圏 39万4712人  | 旭川 都市圏 38万6048人  | 東川町          |
| 上川町       | -                       | -                       | -                       | -                       | -                       | -                       | 上川町          |
| 美瑛町       | -                       | -                       | -                       | -                       | -                       | -                       | 美瑛町          |
| 上富良野町   | -                       | -                       | -                       | -                       | -                       | -                       | 上富良野町      |
| 中富良野町   | -                       | 富良野 都市圏 3万2983人 | 富良野 都市圏 3万1977人 | 富良野 都市圏 3万1945人 | 富良野 都市圏 3万0783人 | 富良野 都市圏 2万9736人 | 中富良野町      |
| 富良野市     | 富良野 都市圏 2万8499人 | 富良野 都市圏 3万2983人 | 富良野 都市圏 3万1977人 | 富良野 都市圏 3万1945人 | 富良野 都市圏 3万0783人 | 富良野 都市圏 2万9736人 | 富良野市        |
| 南富良野町   | -                       | -                       | -                       | -                       | -                       | -                       | 南富良野町      |
| 占冠村       | -                       | -                       | -                       | -                       | -                       | -                       | 占冠村          |
| 和寒町       | -                       | -                       | -                       | -                       | -                       | -                       | 和寒町          |
| 剣淵町       | -                       | -                       | -                       | -                       | 士別 都市圏 2万7363人   | 士別 都市圏 2万5352人   | 剣淵町          |
| 士別市       | 士別 都市圏 2万8967人   | 士別 都市圏 2万5753人   | 士別 都市圏 2万4293人   | 士別 都市圏 2万3065人   | 士別 都市圏 2万7363人   | 士別 都市圏 2万5352人   | 士別市          |
| 朝日町       | -                       | -                       | -                       | -                       | 士別 都市圏 2万7363人   | 士別 都市圏 2万5352人   | 士別市          |
| 下川町       | -                       | -                       | -                       | -                       | -                       | -                       | 下川町          |
| 風連町       | 名寄 都市圏 4万2222人   | -                       | 名寄 都市圏 3万4661人   | 名寄 都市圏 3万3328人   | 名寄 都市圏 3万1628人   | 名寄 都市圏 3万0591人   | 名寄市          |
| 名寄市       | 名寄 都市圏 4万2222人   | 名寄 都市圏 3万0727人   | 名寄 都市圏 3万4661人   | 名寄 都市圏 3万3328人   | 名寄 都市圏 3万1628人   | 名寄 都市圏 3万0591人   | 名寄市          |
| 美深町       | -                       | -                       | -                       | -                       | -                       | -                       | 美深町          |
| 音威子府村   | -                       | -                       | -                       | -                       | -                       | -                       | 音威子府村      |
| 中川町       | -                       | -                       | -                       | -                       | -                       | -                       | 中川町          |

## 地域

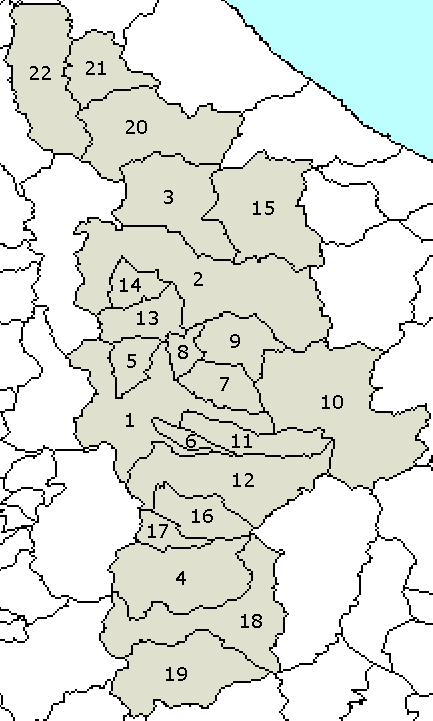
上川支庁の自治体
1. 旭川市2. 士別市3. 名寄市4. 富良野市5. 鷹栖町6. 東神楽町7. 当麻町8. 比布町9. 愛別町10. 上川町11. 東川町12. 美瑛町13. 和寒町14. 剣淵町15. 下川町16. 上富良野町17. 中富良野町18. 南富良野町19. 占冠村20. 美深町21. 音威子府村22. 中川町

地域分けをすると、北緯44度付近の塩狩峠以南（石狩国および胆振国部分）が道央に含まれる場合があり、以北（天塩国部分）が常に道北とされる。
塩狩峠以南
- 石狩国
  - 旭川市 富良野市
  - 石狩国上川郡 : 鷹栖町 東神楽町 当麻町 比布町 愛別町 上川町 東川町 美瑛町
  - 石狩国雨竜郡 : 幌加内町（2010年4月1日、上川総合振興局に編入）
  - 石狩国空知郡 : 上富良野町 中富良野町 南富良野町

金山峠以南
- 胆振国
  - 胆振国勇払郡 : 占冠村

以上の地域で、上川支庁の面積の6割程度であるが、人口の 8 - 9 割弱を占める。
塩狩峠以北
- 天塩国
  - 名寄市 士別市
  - 天塩国上川郡 : 和寒町 剣淵町 下川町
  - 天塩国中川郡 : 美深町 音威子府村 中川町

天塩国部分は上川支庁の面積の4割程度と比較的広大だが、人口はわずか1割強と少ない。

## 産業

### 農林業
多種多様な作物が生産されている「食材王国」である。
- 旧上川支庁管内の上川盆地と旧空知支庁管内には北海道最大の稲作地帯で日本一の収穫量を誇る道央水田地帯が広がり、また日本を代表する野菜産地でもある。小麦の生産量も多く、生産量は現在の上川総合振興局管内が全道一。美瑛町が小麦のブランド化を進めている。たまねぎ・じゃがいも・にんじん・とうもろこし・アスパラガス・きのこなどの生産量が大変に多い。また、大豆・小麦・小豆（アズキ）・ビートなども生産されている。富良野市はにんじんで、アスパラガスは名寄市で、かぼちゃは和寒町で、そばは幌加内町でそれぞれ生産量日本一を誇っている。愛別町はきのこの生産が道内一。

- 林業が盛んであったが、現在は他の地域と同様に衰退している。

### 工業
- 旭川市に食品加工業・製紙業・家具製造業などがある。最近は、東川町・東神楽町にもそれらの工場が移ってきている。
- 名寄市は製紙業。
- 士別市は甜菜糖業。

### 商業
- 旭川市が昔からの商業都市である。

## 交通

### 空港
- 旭川空港（東神楽町）

### 鉄道路線
- 北海道旅客鉄道（JR北海道）
  - 函館本線、宗谷本線、石北本線、根室本線、富良野線、石勝線

### 道路
- 高速道路
  - 道央自動車道 : 旭川鷹栖IC 旭川北IC、和寒IC、士別剣淵IC
- 旭川紋別自動車道

### 道の駅
- 道の駅あさひかわ
- 道の駅もち米の里☆なよろ
- 道の駅絵本の里けんぶち
- 道の駅おといねっぷ
- 道の駅自然体感しむかっぷ
- 道の駅とうま
- 道の駅なかがわ
- 道の駅びえい「丘のくら」
- 道の駅ひがしかわ「道草館」
- 道の駅びふか
- 道の駅南ふらの
- 道の駅森と湖の里ほろかない

## 名所・旧跡・観光スポット・祭事・催事
- 旭川市
  - 旭橋（北海道遺産、旭川のシンボル）
  - 旭川市旭山動物園
  - ロマンティック街道（プラタナス街道）
    - プラタナス並木と西洋風の町並みが続く街道。教会や石造の倉庫、有名菓子店が立ち並んでいる。TVCMのロケ地にもなった。

  - 外国樹種見本林
    - 三浦綾子「氷点」の舞台

  - 嵐山公園・嵐山展望台
    - 鷹栖町域に属するが、旭川市の名所として認識されている。
- 美瑛町
  - 北海道を代表する丘陵風景が見られる「丘のまち」。白金温泉もある。
- 富良野市・中富良野町・上富良野町・南富良野町
  - 富良野スキー場とラベンダー、「北の国から」観光
- 上川町
  - 大雪山国立公園の北の玄関口。層雲峡温泉、大雪高原温泉がある。
- 東川町
  - 大雪山国立公園の玄関口。旭岳温泉、天人峡温泉がある。
- 占冠村
  - トマムリゾート
- 下川町
  - ミニ万里の長城、アイスキャンドル。
  - 万里長城祭（5月）、うどんまつり（8月）、アイスキャンドルミュージアム（2月）がある。